# Stumpflite
La stumpflite è un minerale appartenente al gruppo della niccolite.